# Octavio Centurión
Octavio Centurión (Génova, entre 1575-1580-Madrid, 12 de mayo de 1653), I marqués de Monesterio fue un banquero y noble hispano-genovés al servicio de España.

## Biografía

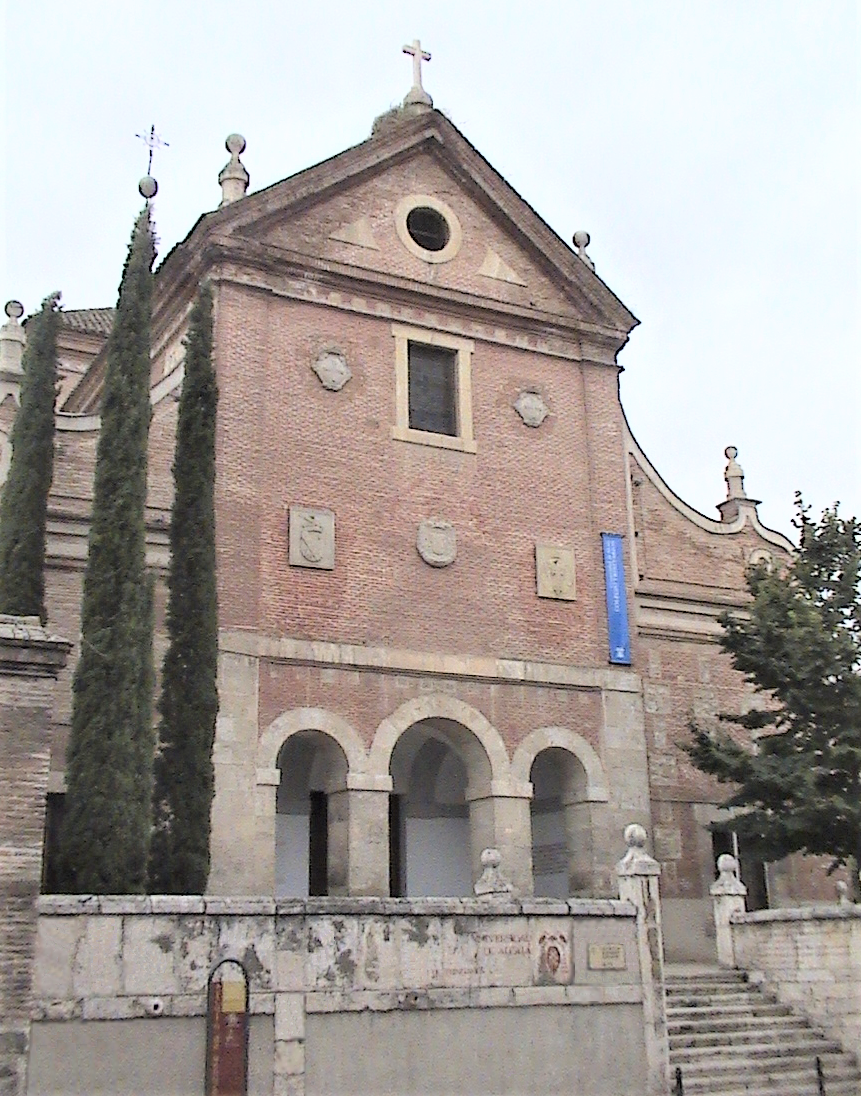
Fachada principal del Colegio-convento de los Trinitarios Descalzos en Alcalá de Henares.

Fue uno de los hijos seis hijos varones de Cristoforo Centurione y Liquienetta Negro. Por ambos progenitores procedía de familias nobles de Génova. Varios de sus parientes de ambas familias fueron dux de Génova. Su familia paterna tenía gran tradición en la banca, y así con 25 años Octavio es enviado a España con intención de tener contacto directo con la Corona española. En la corte española contaba ya con un primo, Juan Bautista Centurión, II marqués de Estepa, hijo de Marcos (o Marco) Centurión, I marqués de Estepa y primo hermano de su padre. 
Octavio junto con sus hermanos fundaron dos bancas, una en Génova y otra en Madrid, esta última para poder atender directamente a su principal cliente, que fue la Corona española. Al frente de esta banca Centurión en Madrid se colocó Octavio Centurión, quien realizó grandes asientos (préstamos) al rey de España, cifrándose en muchos casos en millones de ducados.
Tras una primera etapa en Madrid, regresó a Génova, presumiblemente tras distintos pleitos que se dirimían ante el Consejo de Hacienda. Durante su estancia contraería matrimonio en 1615 con Baptista Doria, de ilustre familia genovesa. De este matrimonio nacería su hija única, Ana.
En 1624, reinando Felipe IV, regresa a España. Como condición para su vuelta estableció que se resolvieran a su favor los pleitos con el Consejo de Hacienda. En agosto de 1630 fue embajador interino de la República de Génova en Madrid.
Hacia 1643, junto con su mujer, intentaron fundar un convento de monjas capuchinas en la calle de San Bernardo con la calle Flor. Al no conseguirse la fundación capuchina, los edificios se destinaron a albergar al convento dominico de Nuestra Señora del Rosario, cercano a ese lugar. Octavio y su mujer se convirtieron en patronos del convento. Desde 1649, también fueron patronos del convento-colegio de San Nicolás de Tolentino, de trinitarios descalzos, en Alcalá de Henares.
Murió en Madrid el 12 de mayo de 1653.

## Cargos
- Camarero de la reina
- Mayordomo mayor de la infanta María Teresa
- Consejero del Consejo de Hacienda.
- Consejero del Consejo de Guerra.
- Tesorero general de los Presidios y Fronteras (Noviembre de 1632)[3]

## Títulos nobiliarios

### Títulos
- I Marqués de Monesterio (Reino de Castilla, 12 de noviembre de 1632)
- Duque de la Gravina  (Reino de Nápoles, 31 de mayo de 1610)[4][5]

### Órdenes
- Orden de Calatrava:
  - Comendador de Zarza. (23 de diciembre de 1633)[6]
  - Comendador de la Batundeira.[6]
  - Caballero (1624)

- Caballero de la Orden de Santiago.[5]